# Paraná (Argentina)
Paraná (Puno španjolsko ime Ciudad de Paraná) je administrativni centar
istoimene argentinske pokrajine Entre Ríos od 235 967 stanovnika.

## Zemljopisne karakteristike
Ciudad de Paraná se nalazi na sjeveroistoku Argentine, pored ušća rijeke Salado u rijeku Paranu, preko puta grada Santa Fe.

## Vanjske poveznice
- Paraná na portalu Encyclopædia Britannica